# Хершбах (Обервестервальд)
Хе́ршбах (нем. Herschbach) — община в Германии, в земле Рейнланд-Пфальц.
Входит в состав района Вестервальд. Подчиняется управлению Вальмерод. Население составляет 970 человек (на 31 декабря 2010 года). Занимает площадь 4,63 км².
Коммуна подразделяется на 2 сельских округа.